# Podarcis
Genre
Podarcis est un genre de sauriens de la famille des Lacertidae.

## Répartition
Les 23 espèces de ce genre se rencontrent en Europe et en Afrique du Nord.

## Liste des espèces
Selon The Reptile Database (4 septembre 2014) :
- Podarcis bocagei (Seoane, 1885)
- Podarcis carbonelli Perez Mellado, 1981
- Podarcis cretensis (Wettstein, 1952)
- Podarcis erhardii (Bedriaga, 1882)
- Podarcis filfolensis (Bedriaga, 1876)
- Podarcis gaigeae (Werner, 1930)
- Podarcis guadarramae (Boscá, 1916)
- Podarcis hispanicus (Steindachner, 1870)
- Podarcis levendis Lymberakis, Poulakakis, Kaliontzopoulou, Valakos & Mylonas, 2008
- Podarcis lilfordi (Günther, 1874)
- Podarcis liolepis (Boulenger, 1905)
- Podarcis melisellensis (Braun, 1877)
- Podarcis milensis (Bedriaga, 1882)
- Podarcis muralis (Laurenti, 1768)
- Podarcis peloponnesiacus (Bibron & Bory, 1833)
- Podarcis pityusensis (Boscá, 1883)
- Podarcis raffoneae (Mertens, 1952)
- Podarcis siculus (Rafinesque-Schmaltz, 1810)
- Podarcis tauricus (Pallas, 1814)
- Podarcis tiliguerta (Gmelin, 1789)
- Podarcis vaucheri (Boulenger, 1905)
- Podarcis virescens Geniez, Sá-Sousa, Guillaume, Cluchier & Crochet, 2014
- Podarcis waglerianus Gistel, 1868

## Étymologie
Le nom de ce genre, podarcis, vient du grec αργι, « agile », et πονς, « pied », soit « aux pieds agiles ».

## Publication originale
- Wagler, 1830 : Natürliches System der Amphibien : mit vorangehender Classification der Säugethiere und Vögel : ein Beitrag zur vergleichenden Zoologie. München p. 1-354 (texte intégral).